# トレド (企業)
株式会社トレド（旧社名：中国テープ販売）は、広島県広島市安佐南区に本社を置くオーディオ・ビジュアル・ソフト（CD・DVD・カセットテープ等）卸販売を手掛ける企業である。

## 沿革
- 1976年5月中国テープ販売として設立

## 概要
オーディオ・ビジュアル・ソフトが卸・販売を手掛けている。発売元は主に高速道路のパーキングエリアやホームセンターやコンビニエンスストア（ポプラ）やドラッグストア（コスモス薬品）など。

## 主な取引先
- エイベックス・マーケティング（avex club）
- 日本コロムビア
- ビーイング
- ケイエスクリエイト
- テイチクエンタテインメント
- JVCケンウッド・ビクターエンタテインメント
- アップフロントワークス
- ワーナーミュージック・ジャパン

ほか